# Hydronaut

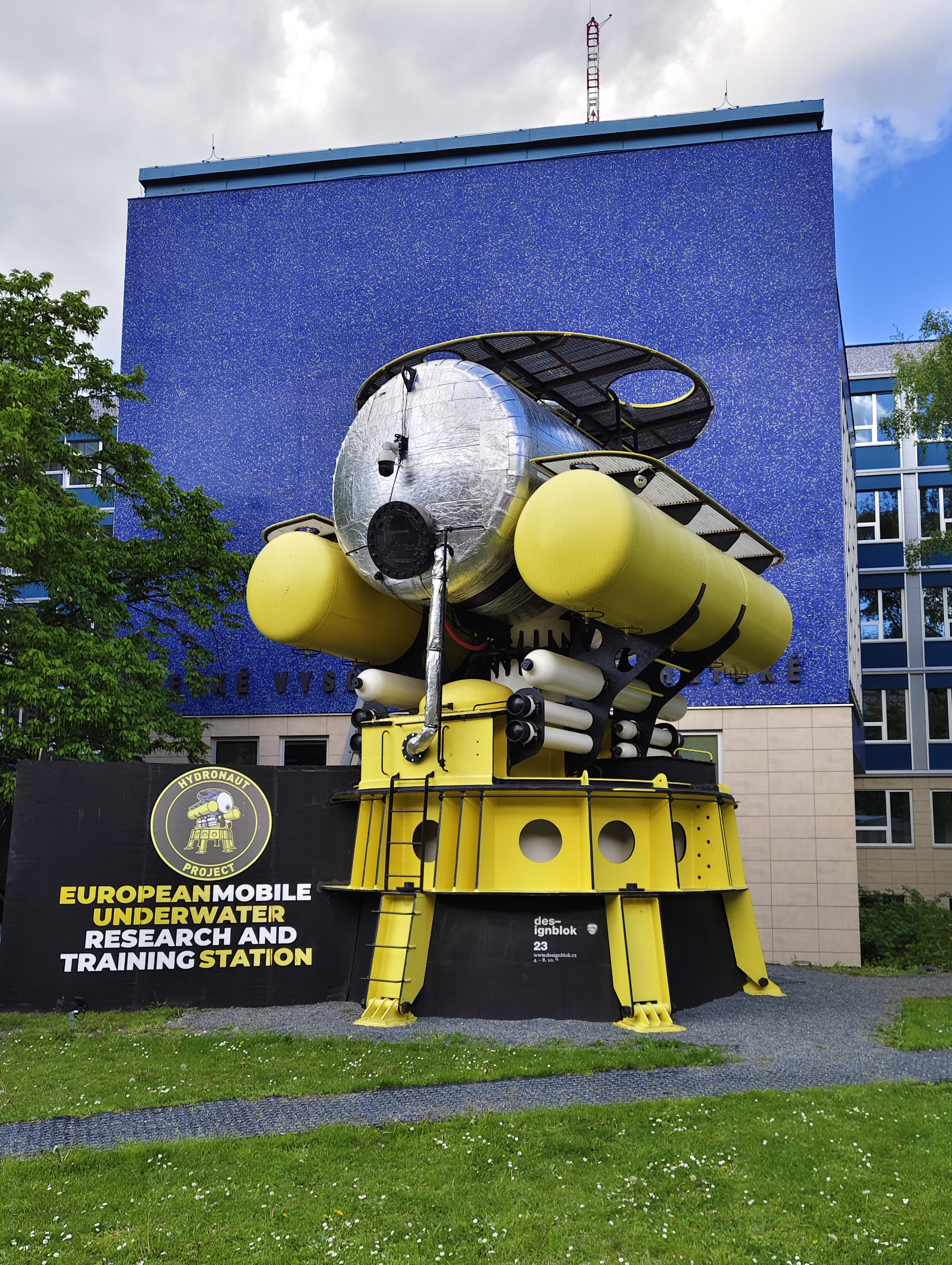
Výzkumná a výcviková hlubinná stanice Hydronaut H03 DeepLab pracující v režimu laboratoř na suchu

Hydronaut je český projekt zabývající se vývojem a provozováním unikátní vědecké podvodní (hlubinné) laboratoře (stanice) nazývané Hydronaut H03 DeepLab poskytující podmínky pro výzkumné a výcvikové (tréninkové) simulační programy přežití osob v extrémním izolovaném prostředí (v psychicky a fyzicky náročných podmínkách). Zařízení je využitelné pro vesmírný výzkum a plánování pilotovaných kosmických misí (tzv. analogických misí) a to za přesně monitorovaných a kontrolovaných vědeckých podmínek a při současném masivním sběru dat. V roce 2020 byl projekt Hydronaut zařazen do podnikatelského inkubátoru Evropské kosmické agentury (ESA BIC) v Praze.

## Stručný popis
Hlavní komponentou projektu Hydronaut je vertikálně řiditelné zařízení (hybridní stanice konstruovaná jako kombinace hladinového plavidla, kesonu a ponorky) určené pro maximálně 3 osoby a jejich dlouhodobý pobyt (v délce několika dnů až týdnů) pod vodní hladinou. Uvnitř zařízení lze plně kontrolovat atmosféru (tlak, vlhkost, obsah CO2) a ovládat i umělé osvětlení a sledovat tak vliv uzavřeného prostředí nejen na lidský organismus (např. stres), ale i na různé materiály, zařízení či jiný biologický materiál.[zdroj?]
Programy jednotlivých misí lze řídit palubním online systémem zvaným Common Tongue (produkt společnosti l–st Cloud Republic). Systémy pro monitorování vnitřního prostředí v zařízení zaštiťuje Ústav mechaniky tekutin a termodynamiky, Fakulta strojní, ČVUT v Praze. Systémy pro sledování fyziologických veličin a pohybových aktivit posádky má na starosti Katedra zdravotnických oborů a ochrany obyvatelstva Fakulty biomedicínského inženýrství ČVUT v Praze.[zdroj?]
Unikátnost tohoto transportovatelného zařízení spočívá v možnosti jeho použití na suchu i pod vodní hladinou (za současné schopnosti měnit hloubku zanoření) a nepřetržité komunikace posádky s externím týmem podpory (nonstop support). Ten zahrnuje osoby s různými dovednostmi a dílčími úkoly (pořizování poznámek, dozor nad plněním časového harmonogramu mise, záznam významných změn do misijního deníku – protokolu apod.)

### Použitelnost
Zařízení lze využít pro vědecký výzkum (biologický, medicínský, psychologický, psychosociologický, kosmický, technický, kybernetický, zemědělský), výzkum chování materiálů v prostředí se speciální vlhkosti o specifikovaném tlaku, pro výcvik specializovaných potápěčů či záchranářů, jakož i pro výběr a testování členů budoucích posádek (výzkum fyzické a psychické kondice, vliv stresu v extrémních podmínkách, ověření schopností týmové spolupráce a přežití osob v uzavřeném prostoru). Podvodní stanice je použitelná pro výcvik astronautů, členů speciálních jednotek integrovaného záchranného systému (IZS), pro lékařský, biologický a psychologický výzkum.

### Krátká historie
Autorem návrhu (duchovním otcem) Hydronauta je profesionální technický potápěč, designér (konstruktér) a kosmický architekt Matyáš Šanda, který se myšlenkou na podvodní stanici začal zabývat v roce 2007. Na realizaci projektu se následně v průběhu dalších více než 15 let podílely desítky lidí a řada týmů včetně vědců z ČVUT.
Mezinárodní odborné veřejnosti byl projekt Hydronaut prezentován v roce 2010 na Astronautickém kongresu v Praze. Koncem roku 2013 v pražském Radotíně započala stavba podvodní stanice Hydronaut H03 DeepLab. Pod hladinu zatopeného lomu v Jesenném na Semilsku (u Jizerských hor nedaleko Železného Brodu) byla hlubinná stanice umístěna ke konci roku 2018. K financování projektu přispěla i veřejná sbírka.

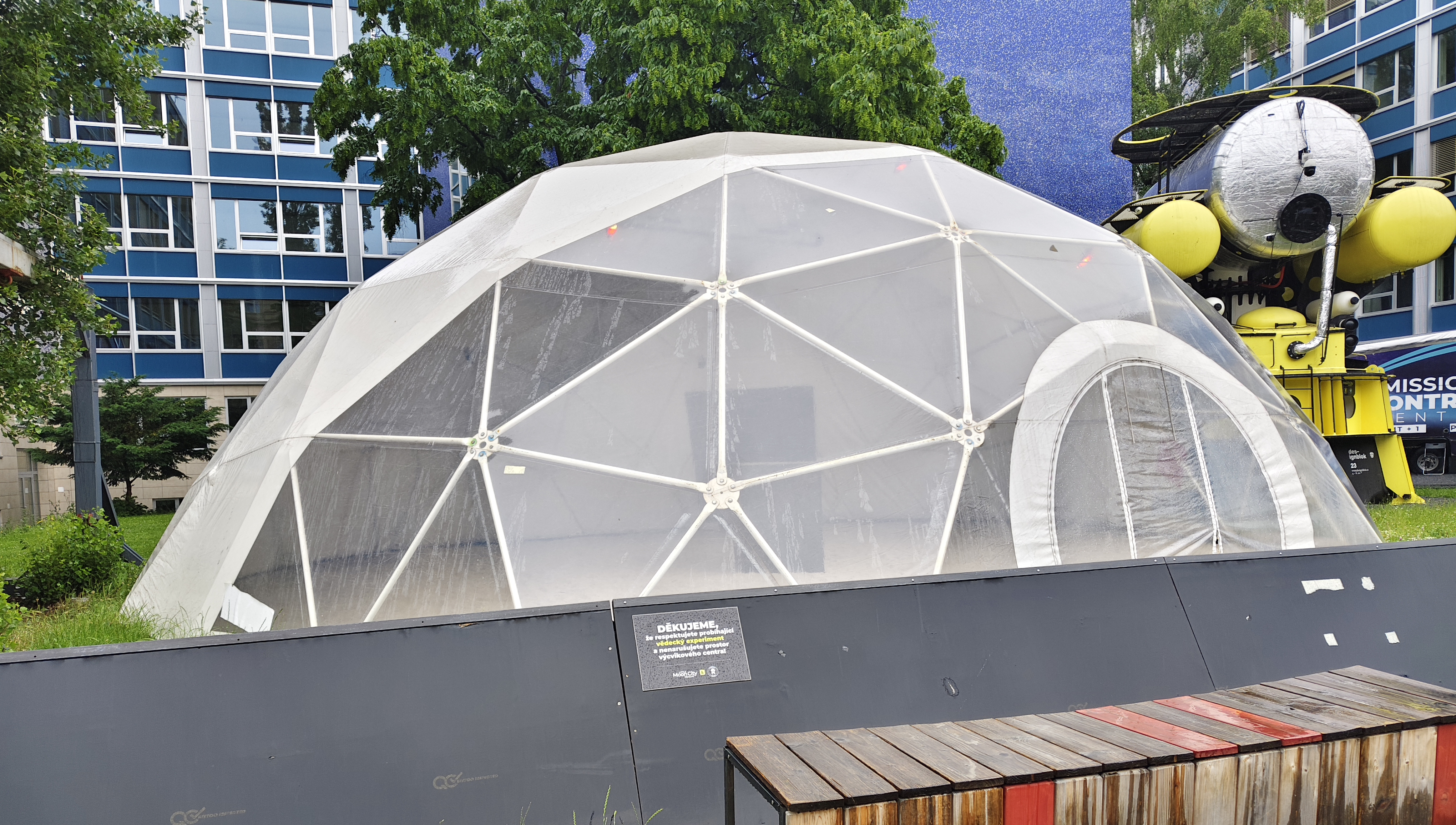
Stan pro simulované přebývání posádky mimo modul Hydronaut
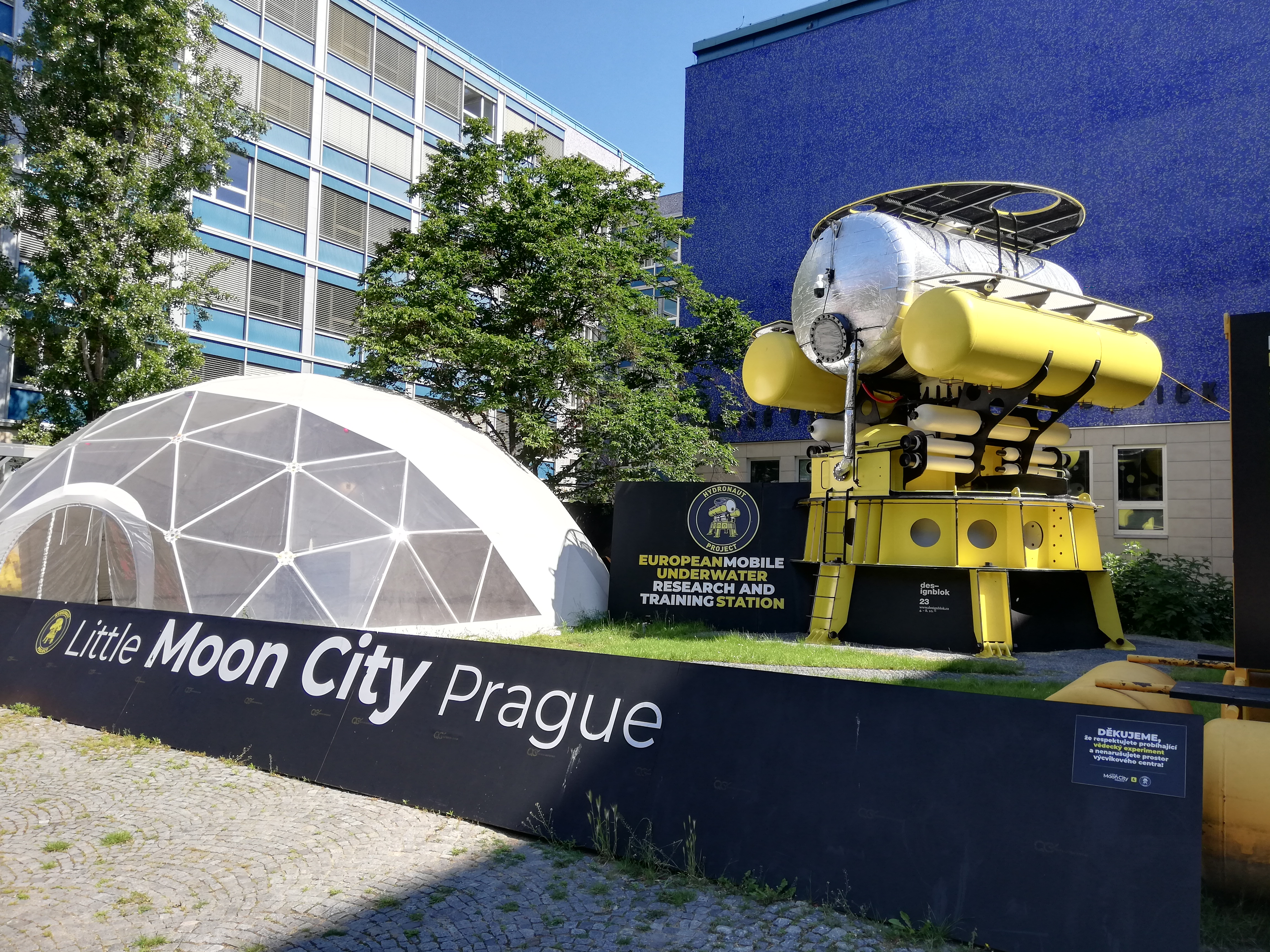
Little Moon City Prague (LMCP) – komplexní kosmický trenažer. Vlevo je stan – „měsíční habitat“; vpravo je výzkumná a výcviková stanice Hydronaut H03 DeepLab
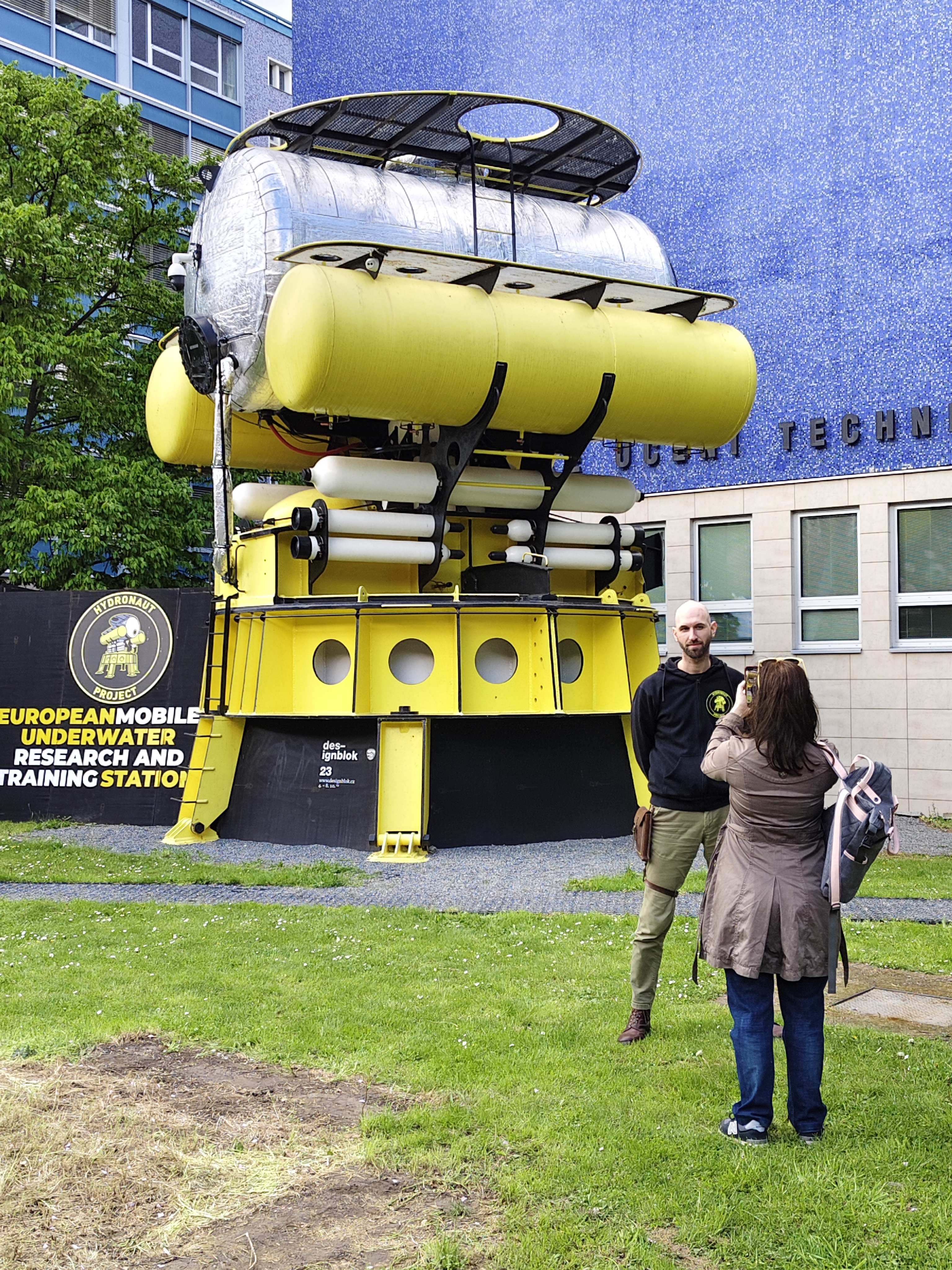
Pohled na Hydronaut H03 DeepLab v režimu laboratoř na suchu (v popředí osoby pro porovnání výšky laboratoře)
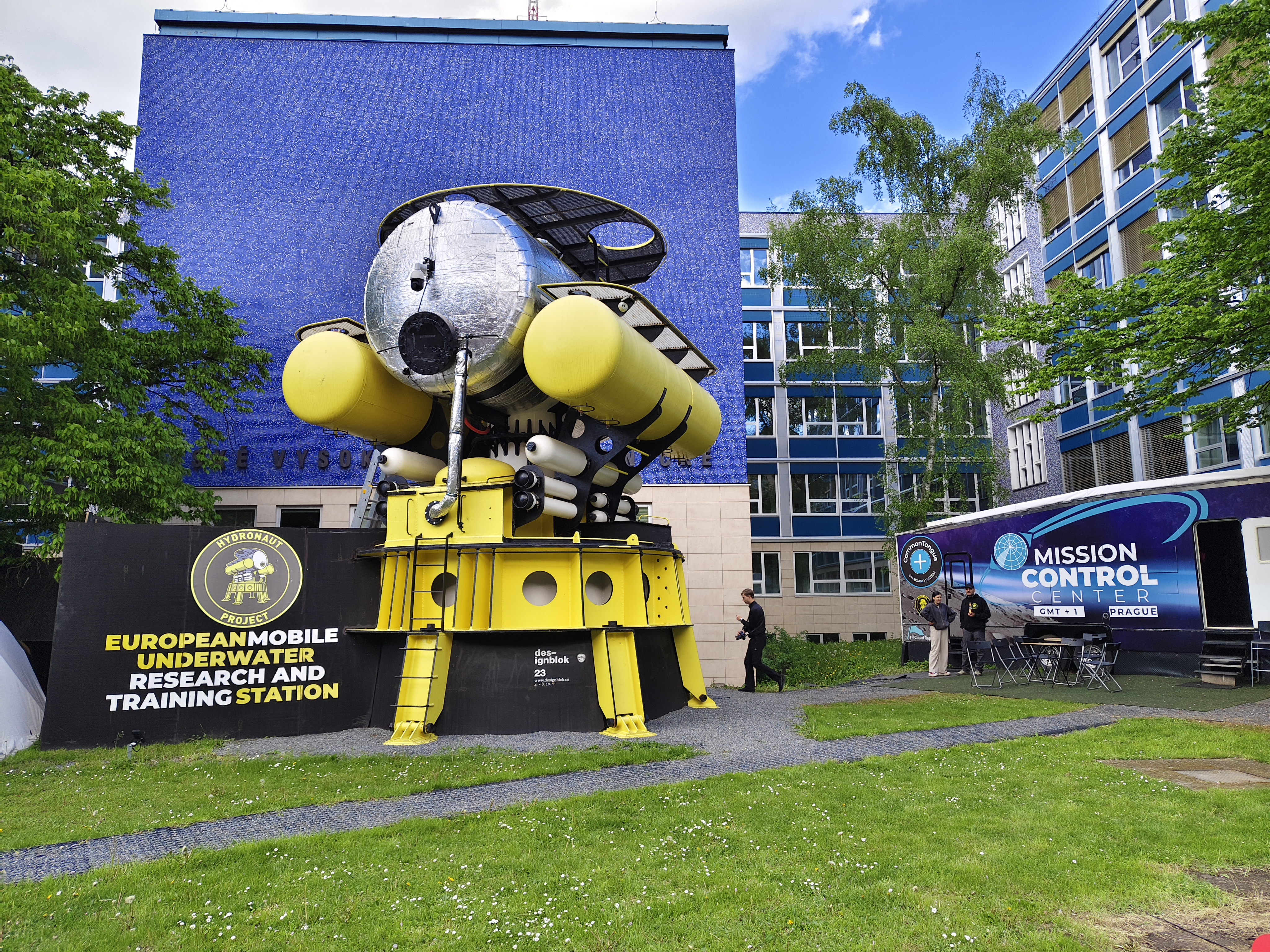
Vlevo Hydronaut H03 DeepLab, vpravo je Řídicí a dohledové centrum (Mission Control Center) Hydronauta

## Podrobný popis

### Účel stanice
Výzkumná a výcviková stanice Hydronaut H03 DeepLab byla navržena pro různě dlouho trvající pobyty malých skupin osob pod vodou a „na suchu“ za účelem výzkumu vlivu extrémního prostředí jak na neživé objekty (materiály, technologie) tak i na lidi (vliv izolace + extrémního prostředí na psychologii jednotlivců).
Pomocí hlubinné laboratoře Hydronaut H03 DeepLab je možno simulovat tzv.analogické vesmírné mise odehrávající se v izolovaném, uzavřeném a extrémním prostředí (ICE) tj. např. pod vodou, na hladině, na souši. Předmětem výzkumu může být například i testování vlivu posunu cirkadiánních rytmů či komunikačního zpoždění na psychický stav a chování posádky.
Ve vodě zanořená stanice může dynamicky měnit svoji hloubku ponoru, takže je použitelná pro výzkumné a výcvikové programy, hyperbarický lékařský a psychologický výzkum, vývoj a testování technologií, IRS, školení speciálních vojenských jednotek nebo kosmických agentur.

### Popis stanice
Stanice Hydronaut H03 DeepLab (o „suché“ hmotnosti 35 tun a s výškou téměř 7 metrů) umožňuje provoz v režimu 24 hodin / 7 dní v týdnu. K dispozici je obyvatelná plocha 10 m² a obyvatelný objem 20 m³. Hlavní válec Hydronauta má průměr 2,6 metru a délku 4,8 metru. Stanice (připomínající přistávací kosmický modul) je vybavena dvěma plováky, řadou nádrží na kyslík, přechodovou komorou a masivní základnou, která slouží k ukotvení celé laboratoře na vodním dně.
Vnitřní prostředí (habitat) je vybaveno senzory pro sledování environmentálních podmínek, jsou zde denní a infračervené kamery pro neustálý monitoring prostoru a osob a umělé osvětlení umožňující simulaci různých denních / světelných cyklů. Vnitřní habitat (+ ovládací a datový systém) je napájen rozvodem o bezpečném napětí 12 V. V případě potřeby připojení většího množství přístrojů je možné celý systém přenastavit na napěťový rozvod 24 V. Stanice disponuje pokročilými technologiemi pro kontrolu prostředí, komunikaci a sběr dat. (Některé z nich jsou implementovány buď jako zcela unikátní vyvíjená zařízení či jako testované prototypy.) Variabilita palubního systému umožňuje dodatečnou implementaci jakéhokoliv parametru (zařízení), pokud vyvstane jeho potřeba pro realizaci prováděného výzkumu.

### Hladinová jednotka
Stanici H03 DeepLab lze ovládat z tzv. hladinové jednotky. Ta tvoří stanoviště a nejnutnější zázemí velitele posádky, který řídí polohování stanice a dekompresního modulu LifePod a systémy podpory života. (Pokud si to konkrétní experiment vyžaduje, lze posádku po určitou dobu zcela izolovat od řídícího střediska a od podpůrných týmů.)
Stanici lze použít pro samostatnou práci mimo základnu, po omezenou dobu i bez hladinové jednotky. Stanice může fungovat buď zcela autonomně (samostatně) nebo začleněna do dalších komplexnějších sruktur. (V lomu v Jesenném byla stanice propojena s hladinovou flotilou, řídicím střediskem a logistickým zázemím). Pro dodávku vzduchu, energií i výměnu dat je stanice vybavena tzv. standardizovanými rozhraními (interfaces).

### Palubní komunikační systém
Komunikační spojení mezi posádkou habitatu a podpůrným týmem umožňuje speciální palubní komunikační systém nazývaný Common Tongue. Ten umožňuje i sběr dat ze širokého spektra čidel, jimiž stanice disponuje. Kromě komunikace s jednotlivými členy posádky umožňuje Common Tongue i živé (on-line, live) nepřetržité sledování životních funkcí osob a vnitřní atmosféry v habitatu. Systém umožnuje plánovat výzkumný program (úkoly) a získávat on–line data o všem, co se odehrává v útrobách stanice (jak ve stavu zanoření, tak i na suchu). Během pobytu v Hydronautu dostává jeho posádka úkoly k řešení a průběh jejich řešení, změny v chování řešitelů a míra jejich soustředění je sledována a vyhodnocována rovněž pomocí systému Common Tongue. Tak lze prakticky sledovat vliv stresu na soustředění a na „mentální výkon“ mozku. Univerzalita a otevřenost systému Common Tongue umožňuje (v případě potřeby konkrétního výzkumu) i připojení dalšího specializovaného systému.

### Monitoring vnitřního prostředí
Systémy pro monitorování vnitřního prostředí (habitatu) v zařízení Hydronauta zaštiťuje tým odborníků z Ústavu mechaniky tekutin a termodynamiky, Fakulta strojní, ČVUT v Praze. Tento tým zodpovídá za návrh a konstrukci unikátního zařízení pro on–line dlouhodobé a nepřetržité sledování stavu atmosféry (teplota, vlhkost, tlak, složení atmosféry) uvnitř habitatu. Krom toho se sleduje i intenzita osvětlení a „tepelné“ spektrum světla uvnitř H03 DeepLab. Použité zařízení rovněž sleduje palubní napětí (12 nebo 24 V) a spotřebu elektrické energie habitatu. Veškerá data získaná měřením v reálném čase jsou zasílána do velícího střediska mise.

### Vliv světla
Dvěma hlavními faktory způsobujícími tzv. ponorkovou nemoc jsou stísněný prostor a chybějící denní světlo. Efekt uzavřeného prostoru je umocňován tím, že světelný zdroj (stropní svítidlo) vrhá paprsky dolů, což jednak nepříjemně oslňuje posádku a navíc vytváří tzv. jeskynní efekt (subjektivní pocit „padajícího“ stropu). Naopak osvětlení svítící zdola nahoru se od stropu odráží, což vytváří iluzi „vynořené ponorky, otevřeného poklopu a průniku denního světla“. Pro potřeby Hdronauta bylo vyvinuto tzv. prokognitivní osvětlení nazvané Spectrasol, které imituje spektrum slunečního záření během dne a způsobuje téměř dokonalý efekt slunečního světla. Tím je zajištěno, že i při absenci skutečného denního světla zajistí systém Spectrosol odpovídající hladinu hormonu serotoninu během dne, což je důležité pro správné ukotvení a celkové fungování cirkadiánního rytmu (střídání bdění a spánku).

### ESA BIC
V roce 2016 byl v Praze založen tzv. Podnikatelský inkubátor Evropské kosmická agentury (ESA BIC) jehož úkolem je podporovat projekty související s vesmírem, ale také projekty zpětně aplikující kosmické technologie do „pozemského“ použití. (V roce 2018 vznikl obdobný inkubátor v Brně.) Oba inkubátory poskytují finanční podporu (50 000,- Eur), odborné podnikatelské a technické vedení pro dvouleté programy. Na konci roku 2020 byl projekt Hydronaut zařazen do podnikatelského inkubátoru Evropské kosmické agentury (ESA BIC) v Praze. Projekt Hydronaut ale spolupracuje kromě ESA BIC ještě s mnoha českými akademickými pracovišti a firmami působícími v oborech: strojírenství, medicína a psychologie.

### Little Moon City Prague

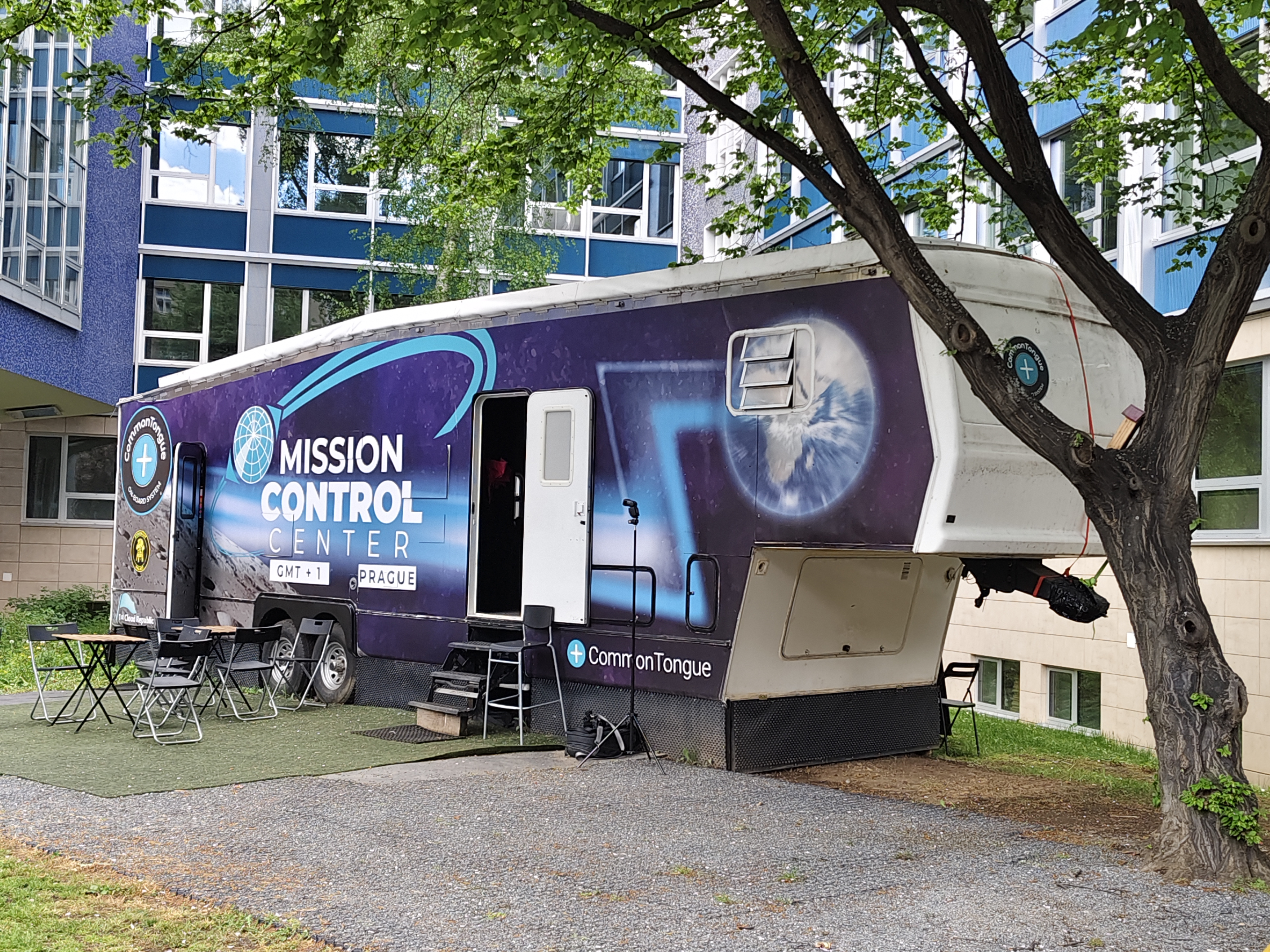
Řídicí a dohledové centrum (Mission Control Center) Hydronauta odkud lze sledovat a ovlivňovat veškeré dění mise, monitorovat a zaznamenávat data z čidel a přístrojů uvnitř Hydronauta

Little Moon City Prague (LMCP; Měsíční městečko Praha) je komplexní kosmický trenažer skládající se z následujících částí:
- Výzkumná a výcviková stanice Hydronaut H03 DeepLab;
- Řídicí a dohledové centrum (Mission Control Center) umístěné poblíž Hydronauta (vestavěné ve speciálně upraveném návěsu nákladního auta) nabízí zázemí pro realizaci výzkumných a výcvikových programů (monitoring posádky, základny a jednotlivých modulů, nepřetržitý sběr dat, server pro vzdálený přístup k datům a ovládání některých technologických prvků, vybavení pro dokumentaci a komunikaci se vzdálenými pracovišti).[3] Z Mission Control Center lze v podstatě sledovat a ovlivňovat veškeré okolní dění a současně monitorovat a zaznamenávat data z čidel a přístrojů uvnitř habitatu Hydronauta.[1]
- Stan pro výkon činností mimo laboratorní prostory (EVA).[7] Stan slouží členům posádky jako „měsíční habitat“ pro simulované přebývání mimo modul Hydronaut H03 DeepLab. Ze stanu se budou moci provádět „výstupy“ a lze tu vykonávat různé simulované vědecké činnosti.[1]

Umístění LMCP „na souši“ má zpřístupnit účast v tréninku i osobám bez potápěčského výcviku (+ studentům technických oborů na ČVUT Praha). Po aplikaci jednoduchých změn je možno nastavit celý systém pro testování technologií a jednoduché výzkumy i celkové programy týmových misí (nácvik složitých záchranářských situací nebo realistickou simulaci vesmírných misí).
Kosmický trenažer Little Moon City Prague (LMCP) byl do areálu ČVUT v pražských Dejvicích převezen ze zatopeného lomu Jesenný 28. srpna 2023 a až do roku 2025 má sloužit pro simulaci „suchých“ (mimo vodní prostředí) vesmírných misí. (V Jesenném proběhly v letech 2020 až 2022 v hloubce 7 až 10 metrů první tři „mokré“ mise.) Široké veřejnosti byl LMCP slavnostně prezentován 14. listopadu 2023. Areál LMCP se nachází (květen 2026) v dejvickém kampusu (v Technické ulici) mezi budovami Fakulty strojní (FS ČVUT) a Fakulty elektrotechnické (FEL ČVUT) poblíž teplovodního kolektoru.

### Přehled misí
Výzkumné a výcvikové programy se uskutečňují formou časově ohraničených misí, které jsou plánovány v dostatečně velkém časovém předstihu. Každý program mise je kombinací požadavků partnerských subjektů (výzkumných, vývojových či vzdělávacích organizací) a optimálního společného využití páteřních technologií.

#### Mission One (2020)
Tato první mise se uskutečnila v roce 2020, trvala v saturaci pod vodou 170 hodin (7 dní) a jejím hlavním úkolem bylo otestovat správné fungování navržených funkcionalit (TRL9) stanice Hydronaut H03 DeepLab. Dalším z úkolů byl výzkum cirkadiánního rytmu u členů posádky. Krom toho byl překonán český rekord v délce pobytu pod vodou: 168 hodin a 168 minut. Vyhodnocovat změny chování (a soustředění) členů posádky Hydronauta během první mise umožnil výzkumníkům testovací nástroj zvaný Numerus.

#### Mission 2: Science on Board (2021)
Druhá mise s pracovním názvem „Science on Board“ („Věda na palubě“) se uskutečnila v roce 2021 a trvala 43,5 hodiny pod vodou (v hloubce 7 metrů) v saturaci. V programu bylo několik experimentů:
- monitorování mikrobiologické kontaminace habitatu;
- telemedicína: dálkový monitoring a diagnostika biomedicínských údajů;
- psychologické experimenty;
- sledování vlivu hyperkapnie (přebytku oxidu uhličitého) a chladu na kognitivní funkce akvanautů (potápěčů);
- monitorování stresu při dekompresi.[7]

#### Mission 3: Diana III (2022)
Třetí mise nazvaná Diana III se uskutečnila v roce 2022 a proběhla pod vodou v saturaci po dobu 167 hodin. Mise napodobovala let na Měsíc. Na programu byly následující pokusy a úkoly:
- vyvíjení diagnostiky pro výběr a sledování posádky během expozice ICE prostředí;
- monitorování mikrobiologické kontaminace habitatu;
- telemedicína: dálkový monitoring a diagnostika biomedicínských údajů;
- sledování vlivu hyperkapnie na kognitivní funkce akvanautů;
- monitorování stresu při dekompresi;
- komparativní skleníkový experiment;[7]

#### Mission 04
Tato mise se uskutečnila 14. září 2023, trvala pouhých 8 hodin a lze ji označit jako technologickou. Zahrnovala následující experimenty:
- testování funkčnosti habitatu během provozu na hladině;
- monitorování prostředí habitatu;
- monitorování životních funkcí účastníků.[7]

#### Mission 05
V pořadí pátá 24hodinová izolovaná mise proběhla ve dnech 27. až 29. září 2023 a její cíle byly tyto:
- testování funkčnosti habitatu během provozu na hladině, přičemž posádka byla v úplné izolaci;
- monitorování prostředí habitatu;
- monitorování životních funkcí účastníků.[7]

#### Mission 06
Pětidenní mise číslo 6 se uskutečnila od 16. do 20. října 2023 a jejím úkolem bylo otestovat prototyp biomedicínského zařízení pro monitoring cvičení posádky v prostředí ICE.

#### Mission PROMISE
Úkolem této suché mise v délce trvání 48 hodin (v areálu ČVUT v pražských Dejvicích), která se uskutečnila v době od 6. do 8 září 2024 byla simulace vesmírného letu a výstupu na povrch Měsíce. Posádku mise PROMISE tvořili:
- záložní astronaut Evropské vesmírné agentury (ESA) a bojový pilot major Aleš Svoboda;
- autor projektu Hydronaut, polárník a technický potápěč Matyáš Šanda;
- odborník na hyperbarickou medicínu Miroslav Rozložník.[6]

Během 48 hodin trvajícího pobytu v habitatu Hydronauta plnila posádka různé úkoly. Jedním z nich (tím jednodušším) byly například testy pomocí logické hry Numerus.